# Misión Salesiana (Río Grande)

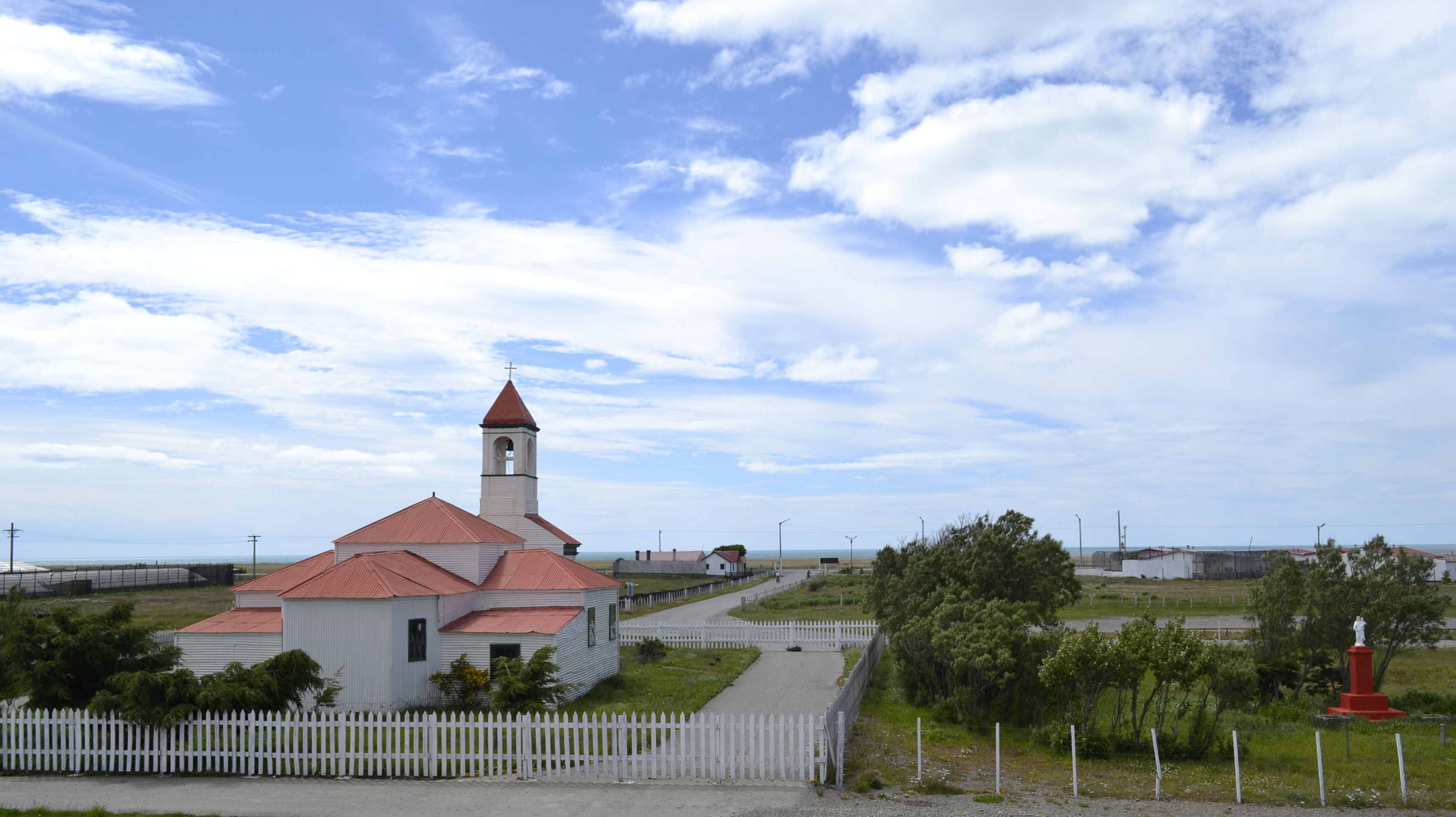
Vista panorámica de la Misión salesiana.

La Misión Salesiana Nuestra Señora de la Candelaria es un complejo educativo, cultural e histórico, fundado por la congregación religiosa de los Salesianos de Don Bosco en la isla Grande de Tierra del Fuego.

## Ubicación
Está ubicada en el Departamento Río Grande, Provincia de Tierra del Fuego, Argentina, sobre la Ruta Nacional n.º 3, en las cercanías del Cabo Santo Domingo y a unos 12,5 km de la ciudad de Río Grande.

## Historia
Tras el incendio en la Iglesia de Punta Arenas, un año después. El 11 de noviembre de 1893 llegaron los primeros salesianos.
Los Monseñores Fagnano y Beauvoir, fundaron la primera misión en la zona norte de Río Grande.  Monseñor José Fagnano había elegido la costa norte del Río Grande para crear un asentamiento con el objetivo de, asentar y "civilizar" a los Selk'nam y protegerlos de la amenaza que representaban los buscadores de oro y principalmente los estancieros, quienes impulsaron una política de exterminio (asesinatos y deportación a las misiones) contra los Selk'nams que resistían a la colonización robando ovejas y destruyendo alambrados. La tuberculosis y otras enfermedades exógenas provocaron la rápida muerte de la inmensa mayoría de los Selk'nam internados en las misiones de La Candelaria e isla Dawson (Estrecho de Magallanes, Chile).
Previamente a la construcción de la Misión, José Fagnano decía que primero había que comenzar por lo más apremiante, el alojamiento de los peones y carpinteros luego con la edificación para los salesianos, no todos los misioneros soportaron la vida en aquel apartado lugar, ellos decían que hasta los indios vivían más humanamente que ellos. Una de las dificultades que tuvieron que enfrentar estos misioneros fue que su Misión era destinada al trabajo con los Shelknam pero al ser ellos nómadas, no acostumbrados por lo tanto a la vida sedentaria, se fueron yendo, tal vez llamados por su naturaleza. El otro inconveniente fue las epidemias de fines de siglo. Un plan de Fagnano consistía en sostener la misión a través del trabajo pastoril de ese modo, además de crear los medios financieros necesarios, se lograría la capacitación de los indígenas, enseñándoles un oficio.
A pesar de las dificultades, diez años después de su creación, la misión contaba con treinta y cinco instalaciones, entre el matadero, el galpón del puerto, el taller de las monjas salesianas, el aula y taller de las niñas. La casa-habitación de las hermanas, enfermería de mujeres, el santuario, baños de ovejas, el galpón de esquila etc.
Pero las tierras donde se encontraban dichas instalaciones, comenzaron a llamar la atención de los distintos arrendatarios y terratenientes, lo cual demoro la legalización hasta el 16 de octubre de 1913. El padre Antonio Tonelli visitó Río Grandeen 1910 y escribió en relación con la Misión, que“… en un tiempo estaba poblada de indios ona de toda edad (…) Una epidemia lleno los cementerios de la vieja y nueva Misión. (…) hoy quedan 5 indios, 8 indias y 2 muchachos (…) En compensación se ha llenado con 28.850 ovejas, 300 caballos y cerca de 100 vacas diseminadas en 20.000 hectáreas. Dejémoslo así”.
La finalidad de estos misioneros fue convertir a los indios indios shelknam al catolicismo, su premisa era: “la vida con dignidad de hombres cristianos y argentinos”. Lo que se proponían era la instrucción religiosa albergando a los indígenas, se pretendió introducirlos a “la vida de la civilización”. En la publicación editada en 1915 ampliada y corregida de los Shelknam, indígenas de Tierra del Fuego, Beauvoirt afirma que “nosotros, deseando salvar esta raza del exterminio (…) al que ya desde entonces la veíamos correr (…) viéndonos impotentes para detener el golpe fatal que acabaría con su cuerpo, estudiamos salvar siquiera la mejor parte de ellos, es decir su espíritu, redimiendo los últimos restos por la gracia del bautismo.
Por eso las primeras acciones estuvieron dirigidas a la creación de una capilla que presidiera la Misión. El padre José María Beauvoir se encargó de gestionar el permiso para su emplazamiento ante las autoridades y de la elección del sitio adecuado para la edificación. En 1896 es reemplazado en sus funciones por Fortunato Griffa, debido a las desavenencias que surgieron con las autoridades a raíz de que éstas les retiraran el permiso para utilizar las tierras donde ya se habían asentado.
Entonces se trasladaron al sector conocido como “Tres Chorrillos”, donde ampliaron las construcciones para hospedar a un grupo más numeroso de shelknam. Pero un incendio en 1896 destruyó todo y tuvieron que buscar otro sitio para afincarse. Finalmente en 1897 los salesianos reconstruyeron el pueblo a poca distancia del cabo Santo Domingo, donde se encuentra actualmente.

“Hoy domingo 11 de septiembre de 1898, fiesta del Santísimo Nombre de María, hemos dado inicio a la evangelización de los indios en la Capilla que acabamos de construir”.

La capilla sería utilizada hasta 1947, fecha en la que se inauguró un nuevo edificio.

## La Capilla
La Capilla de la Candelaria está ubicada en el centro del camino de entrada a la Misión, de tal manera que hay que hacer un pequeño rodeo para llegar a las demás instalaciones. Inaugurada en 1899, está casi intacta desde esa fecha. El altar de madera fue construido y donado por el capitán del Aviso Golondrina. Una pintura de Nuestra Señora de la Candelaria, traída en 1901 desde la ciudad de Sarriá, en Barcelona (España), preside el lugar. La torre del campanario lució hasta la década de 1970 un reloj, construido y atendido por el padre salesiano Pozzoli.
A un lado del altar la pequeña sacristía atesora prendas litúrgicas de Monseñor Fagnano, objetos de culto, cuadernos escritos por los indígenas, unos antiguos armonios a fuelle y un cáliz de plata traído por la marea hasta la costa frente a la Misión.

## El museo
El Museo Histórico y de Ciencias Naturales Monseñor José Fagnano está conformado por dos áreas. Una de ellas es exterior, en ella se puede ver una réplica de las chozas usadas por los selknam, antiguas maquinarias de labranza, carretas y carretones, entre los cuales está el que se utilizó para unir Río Grande con Lago Fagnano por primera vez en 1910, tardando 15 días en un recorrido que hoy se realiza en alrededor de 1 hora. En el interior del museo hay una muestra de Ciencias que incluye una variedad de ejemplares de la fauna fueguina embalsamados, tarea que desarrolló el padre Juan Ticó, taxidermista.
Otra zona está dedicada a la Historia y la Antropología, en ella se exhiben objetos pertenecientes a los aborígenes, como puntas de flecha y diversos utensilios y herramientas.

## El colegio
Desde 1946 funciona la Escuela Agrotécnica, la que acoge a jóvenes de toda la Patagonia. La enseñanza se basa en el Plan de Estudios Oficial, de validez Nacional.
Los alumnos además de cursar las clases teóricas de enseñanza media, realizan a contraturno trabajos de carpintería, mecánica, tambo, panadería, invernáculo, manejo de animales y tareas en general. Cuando egresan reciben el título de Bachiller Técnico Ganadero Especializado en Ovinotecnia. Allí también se elaboran distintos productos como dulces, quesos y carnes que se comercializan a nivel regional.

## Otras dependencias
La Misión cuenta con un invernadero de grandes dimensiones, donde los alumnos de la Escuela Agrotécnica Salesiana cultivan lechuga, tomates, acelga, perejil y otras hortalizas; y los galpones de producción.

## Monumento Histórico Nacional

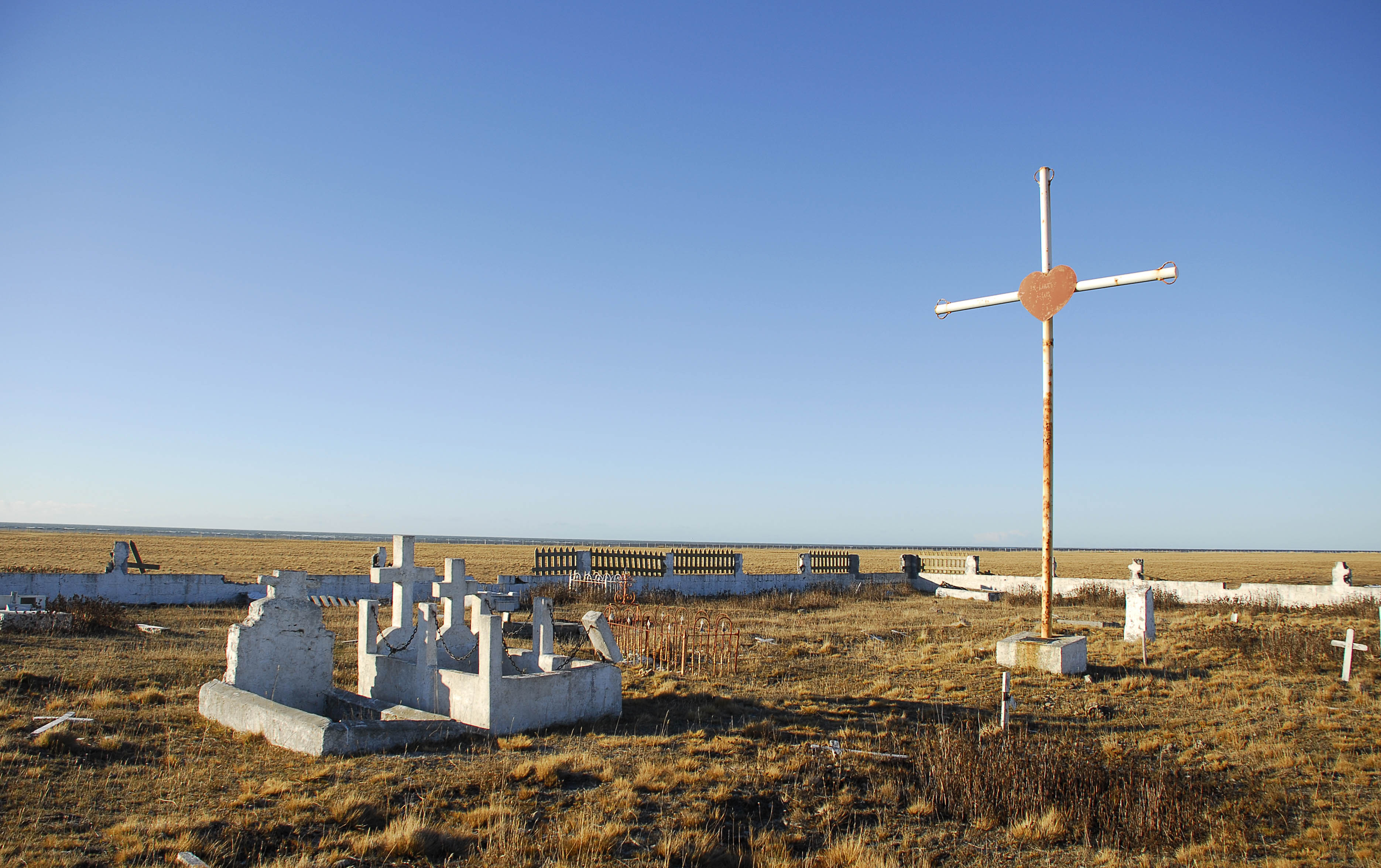
Cementerio de la Misión.

De los edificios originales que conformaron la Misión hoy solamente quedan tres, la capilla, el dormitorio de los indígenas y de huéspedes y el taller para niñas y mujeres aborígenes, donde las monjas les enseñaban labores. Han sido declarados "Monumento Histórico de Interés Nacional" en el decreto 2087/83.
Frente a La Misión, cruzando la Ruta Nacional n.º 3, se encuentra el viejo cementerio indio que conserva las tumbas de aproximadamente 150 indígenas en su mayoría de corta edad, cuatro salesianos, tres hermanas Hijas de María Auxiliadora y guarda también los restos del padre del famoso aviador Jorge Newbery.

## Personalidades destacadas
Entre los muchos sacerdotes salesianos que formaron parte de la Misión, el padre José Zinc, el cura gaucho, se destacó en la sociedad fueguina por su temperamento siempre positivo y alegre. Llegó a Río Grande en 1956 con el objetivo de hacer una suplencia de dos meses y se quedó para siempre. Fue declarado "Ciudadano Ilustre" de la ciudad. 